# Carla Zunino
Carla Romina Zunino Oyarzún (Santiago de Chile, Chile; 6 de marzo de 1983) es una periodista chilena. Actualmente es presentadora del noticiero 24 horas de TVN, además de Radio ADN.

## Biografía
Cursó su enseñanza básica y media en el Colegio Teresiano Enrique de Ossó en La Reina. Estudió Periodismo en la Universidad Diego Portales.
En diciembre de 2004 ingresó al departamento de prensa de Televisión Nacional de Chile para realizar su práctica profesional y, luego de graduarse y titularse, se integró como periodista estable.
En marzo de 2009 comenzó a leer las noticias de lunes a viernes en el Canal 24 Horas y los fines de semana en la señal abierta de TVN.
En 2015 debutó en Radio Agricultura como conductora del programa Trío en Agricultura junto a Santiago Pavlovic y Claudio Fariña.
En 2019 emigró a Radio ADN para conducir La prueba de ADN junto al analista Cristóbal Bellolio y el editor Gerson del Río, posteriormente con Antonio Quinteros ahora actualmente con Mauricio Bustamante. 

En 2020 continuó como panelista del matinal Buenos días a todos de TVN y animó la noche final del Festival de Dichato junto a Álvaro Escobar.

## Vida personal
Estuvo casada con el también periodista Claudio Fariña entre 2011 y 2018, cuando anunciaron su separación. En enero de 2019 Zunino denunció a Fariña por amenazas vía mensajes de texto en un contexto de violencia intrafamiliar, siendo formalizado durante ese mismo año, donde se le prohibió acercarse a ella.

## Programas de televisión
- 24 Horas (2009-2024)
- Buenos días a todos (2019-2020)
- Comparte Cultura (2020-presente)[7]
- Viva Dichato (2020)

## Radio
- Trio en Agricultura (2015-2018)[8]
- La prueba de ADN (2019-presente)